# Micronaclia imaitsia
Micronaclia imaitsia är en fjärilsart som beskrevs av Griveaud 1964. Micronaclia imaitsia ingår i släktet Micronaclia och familjen björnspinnare. Inga underarter finns listade i Catalogue of Life.